# Padre no hay más que dos
Padre no hay más que dos es una película de comedia española de 1982 escrita y dirigida por Mariano Ozores, y protagonizada por Andrés Pajares y Fernando Esteso.

## Argumento
Amalio (Andrés Pajares) y Florencio (Fernando Esteso) son dos amigos que, tras separarse de sus esposas, se ven abocados a compartir una cochambrosa vivienda junto a sus respectivos hijos. Forman, además, sociedad, para ganarse la vida. Primero lo intentan como magos pero, ante el estrepitoso fracaso, forman un grupo musical con los cinco niños, que les abre las puertas del éxito.

## Reparto
| Intérprete             | Personaje                 |
| ---------------------- | ------------------------- |
| Andrés Pajares         | Amalio                    |
| Fernando Esteso        | Florencio                 |
| Miguel Ángel Valero    | Curro                     |
| Miguel Joven           | Amalio                    |
| Carmen Pascual         | Francisca                 |
| Alberto Rincón         | Paquito                   |
| Mari Ángeles Fernández | Emilia                    |
| Paloma Hurtado         | Emilia                    |
| Beatriz Carvajal       | Lola                      |
| María Luisa Armenteros | Claudia                   |
| Ricardo Merino         | Castañeda                 |
| Adriana Ozores         | Presentadora              |
| María Casanova         | Catalina                  |
| Alfonso del Real       | Maroto                    |
| Adrián Ortega          | Empresario teatral        |
| Emilio Fornet          | Anciano comprador de casa |
| María Álvarez          |                           |
| Baringo Jordán         |                           |
| Antonio Durán          |                           |
| Alfonso Castizo        |                           |
| Adolfo Thous           |                           |

## ¿Dónde se rodó?
Madrid
- Datos: Q6057194